# Alice Weidel
Alice Weidel (Gütersloh, 6. veljače 1979.), njemačka je konzervativna političarka, istaknuta članica stranke Alternativa za Njemačku (AfD) i međunarodna bankarica. Na stranačkom kongresu u travnju 2017. u Kölnu protiv kojeg je na ulicama prosvjedovalo 10.000 ljudi te ga je osiguravalo 4.000 policajaca, prvo je odbijen prijedlog predsjednice stranke Frauke Petry za raspravom o promjeni smjera stranke, a potom je izabran dvojac koji će voditi kampanju AfD-a za njemačke parlamentarne izbore 2017. – Weidel i Gauland. Prihvaćen je i stari izborni program sa striktnom politikom protjerivanja stranaca koji nemaju pravnu osnovu za ostanak u zemlji i oduzimanja državljanstva nacionaliziranim strancima koji su se ogriješili o zakon. 
Weidel je doktorirala međunarodni razvoj, radila je za Goldman Sachs i Allianz Global Investors, a neko vrijeme živjela je u Kini gdje je i stekla znanje mandarinskog jezika.
Weidel, koja se izjasnila kao lezbijka i živi s partnericom i dvojicom sinova, otvoreno se protivi gay brakovima, imigraciji, jačanju islamskog ekstremizma, seksualnom odgoju, euru i globalizmu.

## Politička stajališta
Weidel je od samog početka AfD-a aktivna u stranci. 

### Anti-imigrantska politika
Iako je AfD je osnovan 2013. kao stranka koja se protivi jedinstvenoj europskoj valuti, u međuvremenu se fokusirala na protivljenje masovnoj imigraciji. Takvi stavovi donijeli su joj ogroman rast popularnosti zbog izbjegličke krize 2015. i odluke Merkel da otvori granice izbjeglicama u kolovozu te godine. Posljedica je bila svakodnevni ulazak desetaka tisuća izbjeglica i migranata u zemlju, što je izazvalo izrazitu tjeskobu i negodovanje dijela njemačke javnosti.
Weidel se jasno zalaže za kontrolu granica te smatra kako je Angela Merkel povukla niz loših poteza: Jednostavno se ne može dogoditi da zemlja odustane od kontrole svojih granica. To je kršenje njemačkog zakona o azilu. Od rujna 2015. imali smo politiku otvorenih granica bez zakonske osnove. To je izvanredna okolnost koja nije niti dobila odobrenje parlamenta. Samo je provedena. U izvanrednoj situaciji možete to napraviti – nekoliko dana, da apsorbirate šok – ali ne godinu i pol.
Weidel smatra da je njemačka izbjeglička politika potakla Grčku i Italiju da prestanu štititi svoje granice, odnosno vanjske granice EU te umjesto toga počnu masovno slati izbjeglice u Njemačku. Druga negativna posljedica je povećanje rizika od teroristički napada u Njemačkoj. Umjesto toga, prema njenom mišljenju, Njemačka je trebala “masivno ulagati” u Agenciju za izbjeglice UN-a i u zemlje u susjedstvu Sirije, poput Jordana.
Iako je prema službenoj statistici u Njemačku 2015. ušlo 890.000 izbjeglica, Weidel tvrdi da je zajedno s ilegalnim imigrantima i članovima obitelji azilanata koje su im se pridružile ili će se tek pridružiti, pravi broj – 8 milijuna useljenika.

### Protiv gay brakova
Weidel se protivila legalizaciji gay brakova jer smatra kako ona nije potrebna te da su prava homoseksualnim osobama u Njemačkoj osigurana. Kazala je kako osobe homoseksualne orijentacije koje stupaju u civilno partnerstvo imaju jednaka prava kao i heteroseksualci jer civilno partnerstvo nudi prava na porezne olakšice, nasljedstvo i posvajanje djece partnera.

### Protiv seksualnog odgoja
Weidel se oštro protivi seksualnom odgoju, posebice ako se u nastavni program uvede prije puberteta. Jednom prigodom izjavila je: Znate li što žele staviti u školski plan za djecu, sve od dobi od četiri godine? Da trebaju otkriti sebe i igrati se sa sobom. Kažem vam, ako ikakav nastavni autoritet nametne ovaj silabus mojoj djeci, ja to neću dozvoliti. Ne želim nikoga da sa svojim rodnim idiotizmom dolazi blizu mojoj djeci.

### Kršćanska Njemačka i Europa
Stranka u kojoj Alice Weidel ima snažnu ulogu, predstavlja se kao zaštitnik kršćanske Njemačke i Europe, no pojedini se biskupi s njima ne slažu, iako utjecajni katolički i protestantski teolozi smatraju kako treba uvažiti njihove argumente. Manifest njihove organizacije “Kršćani u AfD-u” poziva na jačanje vjerske svijesti u javnom obrazovanju i upozoravaju kako bi nestanak kršćanskog identiteta ugrozio ništa manje nego temelj njemačkog državnog sustava i civilizacije. AfD, zapravo, želi pokazati kako se demokršćani Angele Merkel više ne zalažu za ono zbog čega je ta stranka osnovana i što im je u temeljima – čuvanje kršćanske Njemačke i Europe.

## Privatni život
Weidel je u vezi s partnericom Sarah Brossard, švicarskom filmskom producenticom podrijetlom iz Šri Lanke. Ima dvojicu sinova te
živi u Švicarskoj zbog nižih poreza.

## Knjige
- Das Rentensystem der Volksrepublik China. Reformoptionen aus ordnungstheoretischer Sicht zur Erhöhung der Risikoresistenz (2011.)
- Widerworte: Gedanken über Deutschland (2019.)